# Doumka
Pour les articles homonymes, voir Doumka (homonymie).
Doumka est un ensemble vocal fondé en 1919. En ukrainien, son nom complet est Національна заслужена академічна капела України Думка, ДУМКА pour Державна українська мандрівна капела, acronyme qui signifie en français opinion.

## Historique
Créé en 1919 sur la base de la chorale Dniprosoyouz qui était dirigée par Nestor Horodovenko et par Kyrylo Stetsenko. En 1920, elle entreprend des tournées et passait en France en 1929, son répertoire était basé sur des chants folkloriques et classiques.
Le chœur fait une tournée en France en 2023. Son répertoire actuel se concentre autour de compositeurs ukrainiens comme Hanna Havrylets, Mykola Léontovytch, Alexander Kochetz ou Valentin Silvestrov.
Il a son siège à Kiev.

### Chefs de chœur
De 1920 à 1937 N. Horodovenko, 
- 1937 à 1939 : Oleksandr Soroka,
- 1939 à 1940 :  Mykaïlo Verikyvsky,
- 1940 à 1941 : P. Gontcharov,
- 1946 à 1963 : O. Soroka,
- 1964 à 1969 : Pavlo Mouravskyi,
- 1969 à 1983 : Mykaïlo Kretchko,
- 1983 à 1984 : V. Ikonnyk,
- à partir de 1984 : Ievheniy Savtchouk.